# 尤里·奥西皮扬
尤里·安德烈耶维奇·奥西皮安（俄语：Ю́рий Андре́евич Осипья́н，1931年2月15日—2008年9月10日），苏联和俄罗斯的物理学家，苏联总统米哈伊尔·谢尔盖耶维奇·戈尔巴乔夫的顾问，2005年因为在固态物理学上的杰出成就，获得了罗蒙诺索夫金质奖章。